# Rádio Clube (Madeira)
A Rádio Clube, também conhecida inicialmente como Rádio do Clube Desportivo Nacional ou Rádio do CDN, é uma estação de rádio portuguesa com sede no Funchal, na Madeira. Opera na frequência 106.8 MHz para o concelho do Funchal, tendo frequência atribuída a 6 de março de 1989, e iniciando as transmissões a 9 de dezembro daquele ano.
A Rádio Clube tem origem com a lei n.º 87/88, de 30 de julho, conhecida como Lei da Rádio, que legalizou as rádios locais. Foi uma das treze frequências atribuídas à Madeira, e uma das três localizadas no concelho do Funchal, a 6 de março de 1989. As emissões arrancaram de forma provisória na frequência 106.8 a 1 de dezembro daquele ano, com a transmissão de um fundo musical 24 horas por dia,  iniciando as transmissões definitivas a 9 de dezembro do mesmo ano. Os responsáveis da rádio incluiam João Cunha e Silva, estando ligados ao Clube Desportivo Nacional. Emitia com um emissor de 500 watts, empregando 14 pessoas, entre as quais cinco jornalistas, dois coordenadores, quatro locutores e três administrativos.
Adquiriu a frequência 101.0 da Rádio Popular da Madeira, vendida pela Rádio Diário/TSF ao verificar que a cobertura do Funchal através dessa frequência, localizada em Câmara de Lobos, não tinha a qualidade desejada.
A rádio foi adquirida pela empresa Rádio Clube (Madeira), com a denominação de Rádio Clube, cuja totalidade do capital social pertence à Comunicamadeira, parte do Grupo RMV, detentor de mais cinco licenças de rádio, no limite das seis definido por lei.